# Leo Pereira
Leonardo "Léo" Pereira (Curitiba, 31 de janeiro de 1996) é um futebolista brasileiro que atua como zagueiro. Defende o Flamengo.

## Carreira

### Início
Leo Pereira começou a carreira no Trieste, onde marcava muitos gols de cabeça e em faltas frontais. O jogador atuava como lateral-esquerdo, mas por conta da sua altura, passou para a atuar como zagueiro no pré-infantil. A mudança deu resultado, Leo destacou-se no infantil e chamou atenção da dupla Athletico Paranaense e Coritiba. O jovem acabou optando pelo Furacão.

### Athletico Paranaense
Chegou ao Athletico Paranaense em 2010 e aos 16 anos, já era titular absoluto da equipe Sub-18. Em 2012, foram três títulos com a camisa atleticana: a Yokohama Cup, a Copa do Brasil Sub-17 e o Campeonato Paranaense Sub-18. No título do Campeonato Paranaense Sub-18, o então camisa 4 esteve presente em 16 das 20 partidas e marcou 10 gols. No começo de 2013, quando Leo estava na preparação para Copa São Paulo de Futebol Júnior, um ex-treinador dele, Ricardo Vargas, dizia que ele estaria no time principal em, no máximo, um ano.
Após a disputa da Copa São Paulo de Futebol Júnior de 2013, Leo foi integrado ao time Sub-23 do Athletico que disputava o Campeonato Paranaense daquele ano. Estreou profissionalmente no dia 10 de março, na vitória por 2 a 1 do Athletico Sub-23 contra o Rio Branco-PR, em partida válida pelo Campeonato Paranaense.

### Guaratinguetá
Em 27 de julho de 2015, sem muito espaço no no clube paranaense, Leo Pereira foi emprestado ao Guaratinguetá junto com outros 13 jogadores.

### Náutico
O zagueiro foi novamente emprestado em 26 de maio de 2016, desta vez para o Náutico.

### Orlando City
Em 16 de março de 2017, o jogador assina contrato de empréstimo pelo clube Orlando City B, disputando o USL. Disputou 10 jogos pela MLS.

### Retorno ao Athletico Paranaense
Em 19 de dezembro de 2017, retornou ao Athletico Paranaense e teve a temporada mais consistente da carreira, com 41 jogos e seis gols, além das conquistas do Campeonato Paranaense de 2018, da Copa Sul-Americana do mesmo ano, e da Copa do Brasil no ano seguinte.

### Flamengo
No dia 28 de janeiro de 2020, foi anunciado pelo Flamengo até dezembro de 2024. Os valores de Léo Pereira giram em torno de 7 milhões de euros (quase R$ 32 milhões). Fez a sua estreia no dia 8 de fevereiro, na vitória do Flamengo por 2 a 0 sobre o Madureira pelo Campeonato Carioca. Seu primeiro gol pelo rubro-negro foi em 2 de outubro de 2020, sendo o primeiro na vitória de virada por 2–1 sobre o Vasco.
Leo Pereira terminou sua primeira temporada no Flamengo, onde participou de 34 jogos e marcou um gol em 2020, sem se firmar na equipe. Na temporada de 2021, apesar de seguir jogando frequentemente, seu desempenho foi considerado irregular, tendo atuado em 35 jogos (21V/10E/4D), com nenhum gol e uma assistência.
Em 12 de março de 2022, fez dois gols na vitória de 6–0 sobre o Bangu na 11ª rodada do Campeonato Carioca, ambos de cabeça e com passes de Arrascaeta. Em 14 de setembro do mesmo ano, o jogador fez sua centésima partida pelo Flamengo, uma vitória sobre o São Paulo que garantiu a vaga do time na final da Copa do Brasil. Leo terminou 2022 atuando em 39 partidas, com dois gols marcados e o mesmo número de assistências. Foi titular nas conquistas da Copa do Brasil e da Libertadores da América.
O Flamengo informou, em 27 de janeiro de 2023, a ampliação de contrato com Léo Pereira, que assinou vínculo válido até dezembro de 2027.
No dia 30 de abril, Léo atuou na derrota de 3-2 para o Botafogo. Apesar da derrota, Léo fez os 2 gols do rubro-negro na partida.
Em 21 de maio, marcou um gol sobre o Corinthians, pelo Campeonato Brasileiro, o único da partida. Machucado e improvisado por Jorge Sampaoli como centroavante, subiu de cabeça e balançou a rede aos 94', sete minutos depois de ter sentido (o treinador já havia feito as trocas permitidas). Léo voltou a marcar no dia 28 de junho, fazendo o segundo gol na goleada de 4 a 0 sobre o Aucas.
Léo Pereira terminou a temporada 2023 como titular absoluto da defesa do Flamengo. Atuou 53 vezes e marcou quatro gols.[carece de fontes?]
Foi de Léo Pereira o primeiro gol oficial do Flamengo na temporada 2024. Com 4 minutos de jogo, após escanteio de Arrascaeta, ele desviou para o gol. O jogo foi contra o Audax, pelo Carioca 2024, na Arena da Amazônia, Manaus.
Em 28 de maio de 2025, fez o gol da classificação para as oitavas da Libertadores, na vitória por 1 a 0 sobre Táchira.

## Seleção Brasileira

### Sub-17
Foi convocado para disputar o Campeonato Sul-Americano Sub-17 de 2013 realizado na Argentina. Leo Pereira também foi convocado para a disputa do Campeonato Mundial Sub-17 de 2013, realizado nos Emirados Árabes.

### Sub-20
Em 9 de maio de 2014, foi convocado pelo treinador Alexandre Gallo para a disputa da Panda Cup pela Seleção Brasileira Sub-20. A Seleção foi campeão da Panda Cup com uma goleada de 4 a 1 em cima da China.
Em 17 de setembro de 2014, foi convocado pelo treinador Alexandre Gallo para os amistosos da Seleção Brasileira Sub-21 no Catar.

## Estatísticas
Atualizadas até 1 de maio de 2022

### Clubes
| Equipe               | Temporada         | Campeonato nacional | Campeonato nacional | Campeonato nacional | Copa nacional[a] | Copa nacional[a] | Copa nacional[a] | Competições continentais[b] | Competições continentais[b] | Competições continentais[b] | Outros torneios[c] | Outros torneios[c] | Outros torneios[c] | Total | Total | Total   |
| Equipe               | Temporada         | Jogos               | Gols                | Assist.             | Jogos            | Gols             | Assist.          | Jogos                       | Gols                        | Assist.                     | Jogos              | Gols               | Assist.            | Jogos | Gols  | Assist. |
| -------------------- | ----------------- | ------------------- | ------------------- | ------------------- | ---------------- | ---------------- | ---------------- | --------------------------- | --------------------------- | --------------------------- | ------------------ | ------------------ | ------------------ | ----- | ----- | ------- |
| Athletico Paranaense | 2013              | —                   | —                   | —                   | —                | —                | —                | —                           | —                           | —                           | 2                  | 0                  | 0                  | 2     | 0     | 0       |
| Athletico Paranaense | 2014              | 14                  | 0                   | 0                   | 1                | 0                | 0                | 0                           | 0                           | 0                           | 7                  | 0                  | 0                  | 22    | 0     | 0       |
| Athletico Paranaense | 2015              | —                   | —                   | —                   | 1                | 0                | 0                | —                           | —                           | —                           | 2                  | 0                  | 0                  | 3     | 0     | 0       |
| Athletico Paranaense | Total             | 14                  | 0                   | 0                   | 2                | 0                | 0                | 0                           | 0                           | 0                           | 11                 | 0                  | 0                  | 27    | 0     | 0       |
| Guaratinguetá        | 2015              | 8                   | 2                   | 0                   | —                | —                | —                | —                           | —                           | —                           | —                  | —                  | —                  | 8     | 2     | 0       |
| Guaratinguetá        | Total             | 8                   | 2                   | 0                   | 0                | 0                | 0                | 0                           | 0                           | 0                           | 0                  | 0                  | 0                  | 8     | 2     | 0       |
| Athletico Paranaense | 2016              | 0                   | 0                   | 0                   | 0                | 0                | 0                | —                           | —                           | —                           | 0                  | 0                  | 0                  | 0     | 0     | 0       |
| Athletico Paranaense | Total             | 0                   | 0                   | 0                   | 0                | 0                | 0                | 0                           | 0                           | 0                           | 0                  | 0                  | 0                  | 0     | 0     | 0       |
| Náutico              | 2016              | 5                   | 0                   | 0                   | —                | —                | —                | —                           | —                           | —                           | —                  | —                  | —                  | 5     | 0     | 0       |
| Náutico              | Total             | 5                   | 0                   | 0                   | 0                | 0                | 0                | 0                           | 0                           | 0                           | 0                  | 0                  | 0                  | 5     | 0     | 0       |
| Orlando City B       | 2017              | 8                   | 0                   | 0                   | —                | —                | —                | —                           | —                           | —                           | —                  | —                  | —                  | 8     | 0     | 0       |
| Orlando City B       | Total             | 8                   | 0                   | 0                   | 0                | 0                | 0                | 0                           | 0                           | 0                           | 0                  | 0                  | 0                  | 8     | 0     | 0       |
| Orlando City         | 2017              | 10                  | 0                   | 0                   | 1                | 0                | 0                | —                           | —                           | —                           | —                  | —                  | —                  | 11    | 0     | 0       |
| Orlando City         | Total             | 10                  | 0                   | 0                   | 1                | 0                | 0                | 0                           | 0                           | 0                           | 0                  | 0                  | 0                  | 11    | 0     | 0       |
| Athletico Paranaense | 2018              | 18                  | 3                   | 1                   | 0                | 0                | 0                | 10                          | 1                           | 0                           | 13                 | 2                  | 0                  | 41    | 6     | 1       |
| Athletico Paranaense | 2019              | 29                  | 2                   | 0                   | 7                | 0                | 0                | 10                          | 0                           | 0                           | 1                  | 0                  | 0                  | 47    | 2     | 0       |
| Athletico Paranaense | 2020              | —                   | —                   | —                   | —                | —                | —                | —                           | —                           | —                           | 1                  | 0                  | 0                  | 1     | 0     | 0       |
| Athletico Paranaense | Total             | 47                  | 5                   | 1                   | 7                | 0                | 0                | 20                          | 1                           | 0                           | 15                 | 2                  | 0                  | 89    | 8     | 1       |
| Flamengo             | 2020              | 13                  | 1                   | 0                   | 4                | 0                | 0                | 7                           | 0                           | 0                           | 10                 | 0                  | 0                  | 34    | 1     | 0       |
| Flamengo             | 2021              | 18                  | 0                   | 0                   | 5                | 0                | 0                | 7                           | 0                           | 1                           | 4                  | 0                  | 0                  | 34    | 0     | 0       |
| Flamengo             | 2022              | 13                  | 0                   | 0                   | 9                | 0                | 0                | 8                           | 0                           | 0                           | 8                  | 2                  | 0                  | 39    | 2     | 0       |
| Flamengo             | 2023              | 32                  | 3                   | 1                   | 7                | 0                | 1                | 4                           | 1                           | 0                           | 7                  | 0                  | 0                  | 50    | 4     | 2       |
| Flamengo             | 2024              | 0                   | 0                   | 0                   | 0                | 0                | 0                | 0                           | 0                           | 0                           | 8                  | 3                  | 0                  | 8     | 3     | 0       |
| Flamengo             | Total             | 76                  | 3                   | 1                   | 25               | 0                | 1                | 26                          | 1                           | 1                           | 37                 | 5                  | 0                  | 164   | 10    | 2       |
| Total na carreira    | Total na carreira | 168                 | 10                  | 2                   | 35               | 0                | 1                | 46                          | 1                           | 1                           | 63                 | 7                  | 0                  | 312   | 20    | 2       |

- a. ^ Jogos da Copa do Brasil e U.S. Open Cup
- b. ^ Jogos da Copa Libertadores da América, Copa Sul-Americana e Recopa Sul-Americana
- c. ^ Jogos do Campeonato Paranaense, Copa Suruga Bank, Torneos de Verano, Campeonato Carioca e Supercopa do Brasil

### Seleção Brasileira
Abaixo estão listados todos jogos e gols do futebolista pela Seleção Brasileira, desde as categorias de base. Abaixo da tabela, clique em expandir para ver a lista detalhada dos jogos de acordo com a categoria selecionada.
Sub-17
| Ano   |       |      |         |       |
| Ano   | Jogos | Gols | Assist. | Média |
| ----- | ----- | ---- | ------- | ----- |
| 2013  | 4     | 0    | 0       | 0     |
| Total | 4     | 0    | 0       | 0     |

Sub-20
| Ano   |       |      |         |       |
| Ano   | Jogos | Gols | Assist. | Média |
| ----- | ----- | ---- | ------- | ----- |
| 2015  | 8     | 2    | 0       | 0     |
| Total | 8     | 2    | 0       | 0     |

Seleção Brasileira
| Ano   |       |      |         |       |
| Ano   | Jogos | Gols | Assist. | Média |
| ----- | ----- | ---- | ------- | ----- |
| 2013  | 4     | 0    | 0       | 0     |
| 2015  | 8     | 2    | 0       | 0,25  |
| Total | 12    | 2    | 0       | 0,16  |

## Títulos
Athletico Paranaense
- Levain Cup/CONMEBOL: 2019
- Copa Sul-Americana: 2018
- Copa do Brasil: 2019
- Campeonato Paranaense: 2018, 2019, 2020

Flamengo
- Copa Libertadores da América: 2022
- Recopa Sul-Americana: 2020
- Campeonato Brasileiro: 2020
- Copa do Brasil: 2022, 2024
- Supercopa do Brasil: 2021, 2025[36]
- Campeonato Carioca: 2020, 2021, 2024, 2025

### Categorias de base
Athletico Paranaense
- Copa do Brasil Sub-17: 2012
- Yokohama Cup: 2012
- Campeonato Paranaense Sub-18: 2012

Seleção Brasileira
- Panda Cup: 2014

### Prêmios individuais
- Seleção do Campeonato Carioca: 2024, 2025[37]